# Saroma
Saroma (japanska: 佐呂間町?, Saroma-chō) är en landskommun (köping) i Hokkaido prefektur i Japan. 
Kommunen gränser i norr mot Saromasjön.